# Gyges (mitologia)
Gyges, Gyes bądź Gyjes (gr. Γύγης Gýgēs, Γύης Gýēs, łac. Gyges, Gyes) – w mitologii greckiej jeden z hekatonchejrów. Był synem Gai i Uranosa oraz bratem Ajgajona. Brał udział w wojnie o Olimp, ale po stronie tytanów. Po klęsce został uwięziony pod strażą swego brata w Tartarze.